# Lorenzo Valentini
Lorenzo Valentini (Rieti, 13 aprile 1991) è un velocista italiano.

## Biografia
Nato a Rieti, vanta due partecipazioni, a livello juniores, a manifestazioni internazionali organizzate dalla European Athletic Association, i Campionati europei juniores di atletica leggera 2009, e dalla International Association of Athletics Federations, i Campionati del mondo juniores di atletica leggera 2010.
Due volte campione italiano assoluto indoor sui 400 metri (2011 e 2012). Nel 2012, con il tempo di 46"88, centra il minimo di partecipazione, sui 400 metri, ai Campionati del mondo di atletica leggera indoor 2012, che gli vale la sua prima convocazione nella Nazionale italiana di atletica leggera.
Il 9 gennaio 2013 lascia la sua società di partenza l'Atletica Studentesca CARIRI di Rieti entrando ufficialmente nella squadra di atletica leggera delle Fiamme Gialle.

## Progressione

### 400 metri piani indoor
| Stagione | Tempo | Luogo  | Data      | Rank. Mond. |
| -------- | ----- | ------ | --------- | ----------- |
| 2012     | 46"88 | Ancona | 26-2-2012 | 51º         |
| 2011     | 48"08 | Ancona | 12-2-2011 |             |

## Palmarès
| Anno | Manifestazione          | Sede      | Evento      | Risultato  | Prestazione | Note                                     |
| ---- | ----------------------- | --------- | ----------- | ---------- | ----------- | ---------------------------------------- |
| 2009 | Europei juniores        | Novi Sad  | 200 m piani | Semifinale | 21"99       |                                          |
| 2010 | Mondiali juniores       | Moncton   | 200 m piani | Batteria   | 21"60       |                                          |
| 2010 | Mondiali juniores       | Moncton   | 4×400 m     | Batteria   | 3'12"32     |                                          |
| 2012 | Mondiali indoor         | Istanbul  | 400 m piani | Semifinale | 48"47       |                                          |
| 2012 | Europei                 | Helsinki  | 400 m piani | Semifinale | 46"98       |                                          |
| 2012 | Europei                 | Helsinki  | 4×400 m     | Batteria   | 3'08"78     |                                          |
| 2013 | Europei indoor          | Göteborg  | 400 m piani | Batteria   | 47"82       |                                          |
| 2013 | Giochi del Mediterraneo | Mersin    | 400 m piani | 8º         | 47"37       |                                          |
| 2013 | Giochi del Mediterraneo | Mersin    | 4×400 m     | Oro        | 3'04"61     | Miglior prestazione personale stagionale |
| 2013 | Europei under 23        | Tampere   | 400 m piani | Batteria   | 47"03       |                                          |
| 2013 | Europei under 23        | Tampere   | 4×400 m     | Bronzo     | 3'05"10     |                                          |
| 2014 | Europei                 | Zurigo    | 400 m piani | Batteria   | 46"61       |                                          |
| 2014 | Europei                 | Zurigo    | 4×400 m     | Batteria   | 3'04"74     | Miglior prestazione personale stagionale |
| 2016 | Europei                 | Amsterdam | 4×400 m     | Batteria   | 3'06"07     | Miglior prestazione personale stagionale |

## Campionati nazionali
2009
- 4º ai campionati italiani juniores, 400 m piani - 48"22

2010
- Oro ai campionati italiani juniores, 200 m piani - 21"43

2011
- Oro ai campionati italiani assoluti indoor, 400 m piani - 48"08
- 6º ai campionati italiani promesse, 200 m piani - 21"45
- Oro ai campionati italiani promesse indoor, 400 m piani - 48"46

2012
- Bronzo ai campionati italiani assoluti, 400 m piani - 46"66
- Argento ai campionati italiani assoluti, staffetta 4x400 m - 3'13"62
- Oro ai campionati italiani assoluti indoor, 400 m piani - 46"88
- Oro ai campionati italiani promesse, 400 m piani - 47"11

2013
- 6º ai campionati italiani assoluti, 400 m piani - 47"39
- Oro ai campionati italiani assoluti, staffetta 4x400 m - 3'10"55
- Argento ai campionati italiani assoluti indoor, 400 m piani - 47"41
- Oro ai campionati italiani promesse, 200 m piani - 21"02

2014
- Bronzo ai campionati italiani assoluti, 400 m piani - 46"52
- Argento ai campionati italiani assoluti indoor, 400 m piani - 47"19
- Oro ai campionati italiani assoluti, staffetta 4x400 m - 3'08"81

2015
- Oro ai campionati italiani assoluti, staffetta 4x400 m - 3'10"45
- Oro ai campionati italiani assoluti, staffetta 4x100 m - 40"41

2016
- Bronzo ai campionati italiani assoluti, 400 m piani - 46"90
- Oro ai campionati italiani assoluti, staffetta 4x400 m - 3'06"11

2017
- Oro ai campionati italiani assoluti, staffetta 4x400 m - 3'06"90
- Oro ai campionati italiani assoluti, staffetta 4x100 m - 40"03

2018
- 5º ai campionati italiani assoluti indoor, 400 m piani - 48"18

## Altre competizioni internazionali
2012
- 4º al Golden Gala ( Roma), staffetta 4x400 m - 3'05"04